# Ambriz
Ambriz és un municipi de la província de Bengo, al nord d'Angola. Es troba a 127 kilòmetres de la capital provincial, Caxito. Té una superfície de 4.203 kilòmetres quadrats i una població de 21.806 habitants.
La població d'Ambriz és majoritàriament d'ètnia kongo, amb alguna barreja de descendents de portuguesos. La població també inclou persones d'ètnia ovimbundu i Kimbundu.
Les principals activitats econòmiques són la pesca i l'agricultura minifundista. En el passat, a Ambriz hi havia una plataforma d'extracció de petroli i gas (PETROMAR), que fou destruïda el 1992 i s'està reconstruint. El 2007, una empresa angolesa-portuguesa va anunciar plans per construir una planta de biodiesel, que funcionaria amb oli de palma. El municipi disposa d'un petit port, i d'un aeroport amb pista de terra.

## Divisió interna
El municipi d'Ambriz comprèn tres comunes:
- Ambriz
- Bela Vista
- Tabi